# Організація співробітництва залізниць
Організація співробітництва залізниць (ОСЗ) — міжнародна організація в галузі залізничного транспорту.
Мета організації — створення передумов для здійснення міжнародних залізничних перевезень в напрямку між Європою і Азією.
Членами ОСЗ є транспортні міністерства або центральні державні органи транспорту, а також залізниці 24 країн, в тому числі всіх держав СНД і Балтії, а також держав колишнього так званого соціалістичного табору. Статус спостерігачів в ОСЗ мають адміністрації Німецьких, Французьких і Грецьких залізниць.

## Україна і Укрзалізниця в ОСЗ
Укрзалізниця була прийнята в ОСЗ в червні 1992 року.
Із 22 по 26 квітня 1996 року у Львові пройшло VIII засідання Конференції Генеральних Директорів ОСЗ (керівного органу по співробітництву на рівні залізниць).
В виконавчому органі — Комітеті ОСЗ, який знаходиться в Варшаві, Польська Республіка, на посаді голови Комісії ОСЗ з транспортного права працює представник України Микола Носенко.
Експерти Укрзалізниці працюють у всіх робочих органах ОСЗ — п'яти Постійних Комісіях, де, серед інших, розглядаються питання:
- Угоди про міжнародне пасажирське сполучення (УМПС);
- Угоди про міжнародне вантажне сполучення (УМВС), Службової інструкції до УМВС і додатків до УМВС, в тому числі — Правил перевезення небезпечних вантажів;
- договору про Правила користування вагонами в міжнародному сполученні (ПКВ) і самих Правил;
- договору про Правила про розрахунки за перевезення в міжнародному пасажирському і вантажному сполученнях;
- розробки пам'яток — стандартів по уніфікації технічних засобів залізниць, класифікації і кодування, безпаперової технології і електронного обміну даними в вантажному сполученні, питання розробки системи співрозмірних статистичних показників, ведення Гармонізованої номенклатури вантажів.